# Supreme (vêtements)
Pour les articles homonymes, voir Supreme.
Supreme est une marque de vêtements streetwear et accessoires de mode fondée à New York en 1994 par James Jebbia au coin de Lafayette Street et de Prince Street. Au commencement, le personnel et les clients du magasin étaient principalement constitués de jeunes skateurs et artistes new-yorkais. Dès le début, les produits sont rapidement épuisés et la vente reste sélective.
La marque s'est spécialisée dans la culture hip-hop, punk rock et skateboard.

## Présentation

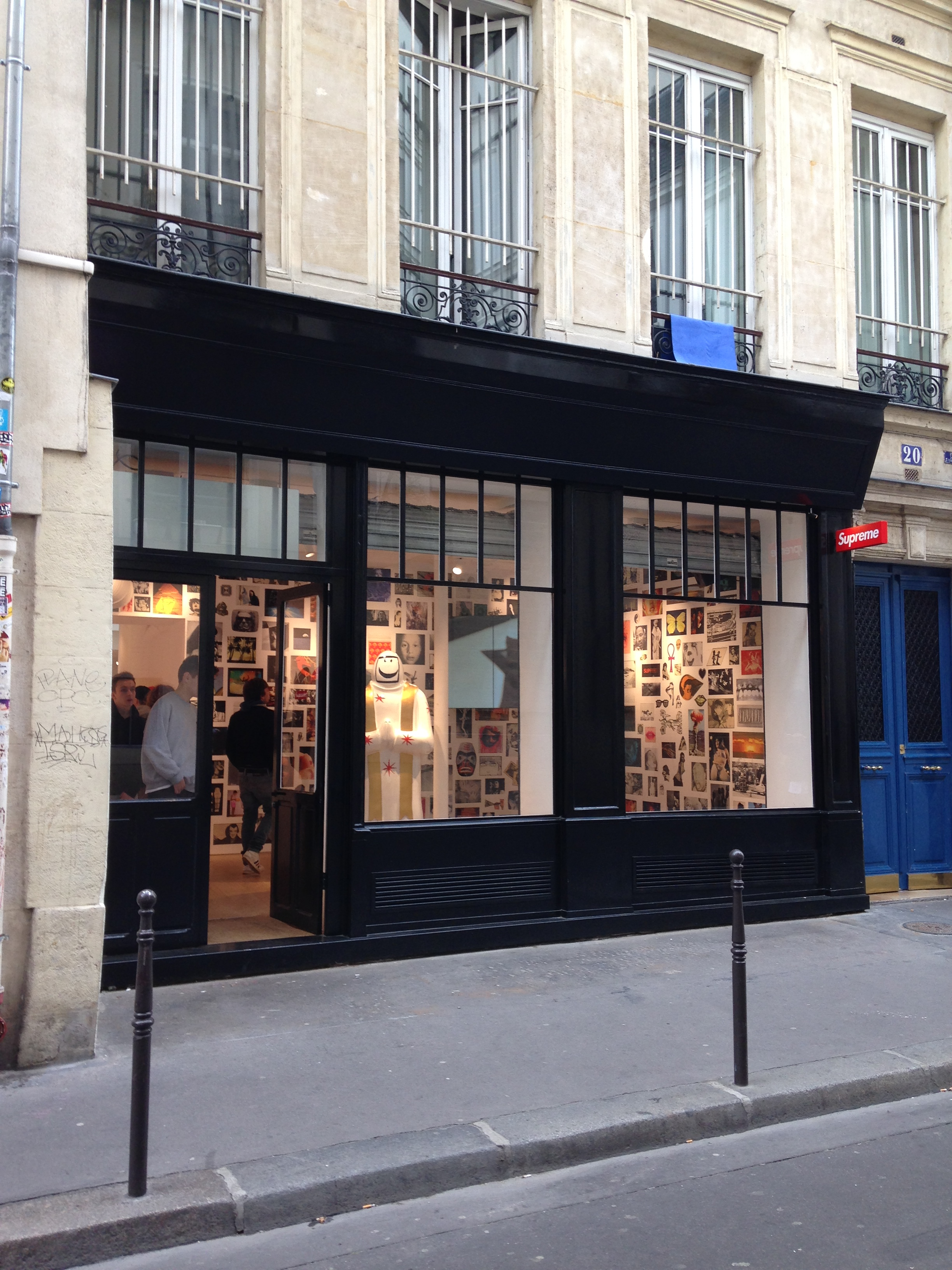
Magasin Supreme à Paris, rue Barbette.

La marque reste discrète tout comme son fondateur. Contrairement aux autres marques de vêtements, qui publient leurs nouvelles collections tout à la fois, Supreme lance quelques articles à la fois (via des « drops »), une fois par semaine, les jeudis à 17h (France). Cette stratégie maintient l'aura de « battement médiatique » que crée la marque. La marque distribue également dans ses magasins les marques Vans, Nike SB, Spitfire, Thrasher, Girl Distribution Company et Dime.
La vente se fait dans le peu de boutiques existantes, de façon obscure, à peu d'exemplaires. Les particuliers désireux de se procurer une pièce Supreme se basent alors essentiellement sur la revente entre particuliers. Un veritable commerce s'est développé autour de la marque, et des articles peuvent se vendre entre deux et six fois leur prix initial sur internet.

### Points de vente
Supreme comporte plusieurs points de vente dans le monde, essentiellement répartis aux États-Unis, en Europe et en Asie de l'Est. Le seul revendeur autorisé de la marque est Dover Street Market (en).
C'est le Japon qui accueille le plus de magasins de la marque avec 6 magasin dont 3 a Tokyo.
Il existe 17 boutiques dans le monde, ainsi qu'une ouverture à Miami en 2025.

### Identité visuelle
La marque adopte immédiatement le rectangle rouge affilié de l'inscription « Supreme » en blanc utilisant la typographie Futura Heavy Oblique, s'inspirant des travaux de Barbara Kruger.

### Collaborations
Grâce à ses collaborations avec des marques de luxe, tels que Louis Vuitton, Supreme s'est imposée comme une marque de streetwear haut de gamme,.
La marque est également réputée pour ses collaborations avec d'autres marques.

## Historique
La marque se fait plus particulièrement connaitre en 1995 lorsque Chloë Sevigny dans Kids apparait avec des vêtements Supreme.
En 2004, la marque Married to the Mob conçoit un tee-shirt « Supreme Bitch », reprenant la typographie et les couleurs de la marque. Le logo été déposé en 2013, après un procès contre la marque pour contrefaçon.  En réaction au procès, Barbara Kruger, dont les deux logos sont fortement inspirés, déclarera « Quelle bande de guignols totalement ridicules. Je fais mon travail sur ce genre de farce tristement stupide. J'attends que tous me poursuivent en justice pour violation du droit d'auteur. » et créera une lithographie nommée  « Supreme Sucks ».
Le 19 janvier 2017, la marque américaine apparaît dans le défilé automne/hiver 2017 du célèbre de maroquinier de luxe Louis Vuitton. Cette collaboration marque un temps fort dans la mode, unissant une marque de streetwear et une de luxe, par Naomi Clément,.
En novembre 2020, VF Corporation annonce l'acquisition de Supreme pour 2,1 milliards de dollars, qui était détenue auparavant par Carlyle Group. 
Le dernier point de vente a été ouvert à Milan, le 6 mai 2021.
En juillet 2024, le groupe EssilorLuxottica annonce le rachat d'ici la fin de l'année de la marque pour 1,5 milliard de dollars. 